# Поповичківська сільська рада
Поповичківська сільська́ ра́да — колишній орган місцевого самоврядування у Талалаївському районі Чернігівської області. Адміністративний центр — село Поповичка.

## Населені пункти
Сільській раді підпорядковані населені пункти:
- с. Поповичка
- с. Грабщина
- с. Новопетрівське
- с. Обухове
- с. Рубанів

## Загальні відомості
- Територія ради: 31,605 км²
- Населення ради: 720 осіб (станом на 2001 рік). З них село Поповичка — 291 особа, Грабщина — 133 особи, Новопетрівське — 91 особа, Обухове — 181 особа, Рубанів — 24 особи
- Відстань до районного центру шосейними шляхами 20 кілометрів.

## Історія
Нинішня сільська рада зареєстрована у 1988 році. Стала однією з 13-ти сільських рад Талалаївського району і однією з трьох, яка складається з 5-ти населених пунктів.

## Склад ради
Рада складається з 12 депутатів та голови.
- Голова ради: Іванія Валерій Володимирович
- Секретар ради: Постой Юрій Миколайович

### Керівний склад попередніх скликань
| ПІБ                          | Основні відомості                                                                       | Дата обрання | Дата звільнення |
| ---------------------------- | --------------------------------------------------------------------------------------- | ------------ | --------------- |
| Мазура Володимир Васильович  | Сільський голова, 1956 року народження, освіта середня спеціальна, безпартійний         | 26.03.2006   | 31.10.2010      |
| Мазура Володимир Васильович  | Сільський голова, 1956 року народження, освіта середня спеціальна, член Партії регіонів | 31.10.2010   | 30.05.2013      |
| Іванія Валерій Володимирович | Сільський голова, 1974 року народження, освіта вища, безпартійний                       | 25.05.2014   |                 |

Примітка: таблиця складена за даними джерела

### Депутати
За результатами місцевих виборів 2010 року депутатами ради стали:

#### За суб'єктами висування
| Суб'єкт висування                 | Кількість обраних депутатів | %    |
| --------------------------------- | --------------------------- | ---- |
| Партія регіонів                   | 6                           | 50   |
| Самовисування                     | 4                           | 33,3 |
| Політична партія «Сильна Україна» | 2                           | 16,7 |

#### За округами
| № округу                          | Прізвище, ім'я, по батькові    | Дата визнання обраним | Освіта         | Партійна приналежність | Відомості про обраного депутата                                                                               |
| --------------------------------- | ------------------------------ | --------------------- | -------------- | ---------------------- | --- |
| Партія регіонів                   |                                |                       |                |                        | |
| 1                                 | Касяненко Ольга Миколаївна     | 01.11.2010            | Освіта вища    | член Партії регіонів   | тимчасово не працює                                                                                           |
| 5                                 | Чопілко Григорій Олександрович | 01.11.2010            | Освіта середня | член Партії регіонів   | КП «Помічник», директор                                                                                       |
| 6                                 | Панасенко Григорій Миколайович | 01.11.2010            | Освіта середня | позапартійний          | пенсіонер |
| 7                                 | Салогуб Валентина Іванівна     | 01.11.2010            | Освіта середня | член Партії регіонів   | територіальний центр по обслуговуванні пенсіонерів, одиноких та непрацездатних громадян, соціальний працівник |
| 10                                | Яременко Іван Іванович         | 01.11.2010            | Освіта середня | позапартійний          | Блотницька залізнична станція, начальник                                                                      |
| 11                                | Марченко Олексій Олександрович | 01.11.2010            | Освіта середня | позапартійний          | Талалаївське агролісництво, лісник                                                                            |
| Політична партія «Сильна Україна» |                                |                       |                |                        | |
| 4                                 | Дзюбан Ніна Євгеніївна         | 01.11.2010            | Освіта вища    | позапартійна           | Поповичківська сільська рада, секретар                                                                        |
| 9                                 | Постой Юрій Миколайович        | 01.11.2010            | Освіта середня | позапартійний          | Поповичківська сільська рада, спеціаліст                                                                      |
| Самовисування                     |                                |                       |                |                        | |
| 2                                 | Жованик Леся Вікторівна        | 01.11.2010            | Освіта середня | позапартійна           | Поповичківський фельдшерсько-акушерський пункт, завідувачка                                                   |
| 3                                 | Шевченко Наталія Миколаївна    | 01.11.2010            | Освіта середня | позапартійна           | Поповичківська сільська рада, головний бухгалтер                                                              |
| 8                                 | Ярмош Марія Миколаївна         | 01.11.2010            | Освіта вища    | позапартійна           | Червоноплугатарська загальноосвітня школа І-ІІІ ст., вчитель                                                  |
| 12                                | Савченко Лідія Іванівна        | 01.11.2010            | Освіта середня | позапартійна           | відділення зв'язку с. Обухове, начальник                                                                      |